# Kościelniki Dolne
Kościelniki Dolne (niem. Nieder-Steinkirch) – wieś w Polsce położona w województwie dolnośląskim, w powiecie lubańskim, w gminie Lubań. 

## Położenie
Kościelniki Dolne to niewielka wieś o długości około 1,2 km leżąca na Pogórzu Izerskim, na lewym brzegu Kwisy, między Kościelnikiem na północy i Kościelnikami Średnimi na południu, na wysokości około 215–220 m n.p.m.

## Podział administracyjny
W latach 1975–1998 miejscowość administracyjnie należała do województwa jeleniogórskiego.

## Historia
Co najmniej od 1387 r. wieś należała do rodu von Uechtritz, co zostało wzmiankowane w dokumencie wydanym w kancelarii księżnej świdnicko-jaworskiej Agnieszki. Kościelniki do 1. połowy XVI w. stanowiły jedną miejscowość, po czym podzielone zostały na trzy wsie: Kościelniki Dolne, Kościelniki Średnie i Kościelniki Górne. Dwór w stylu renesansowym powstał w Kościelnikach Dolnych w XVI wieku. W 1875 roku został przebudowany na eklektyczny pałac: powstało nowe wejście od strony południowej, powiększono boczne skrzydła. Założono także park. Znajdujący się w ruinie pałac został rozebrany około 1971 roku i jedyną jego pozostałością jest renesansowy portal znajdujący się obecnie w ratuszu w Lubaniu.
Do 1991 r. istniał przystanek kolejowy Kościelniki Dolne, położony na terenie wsi Kościelniki Średnie.